# Lipodistrofia congénita de Berardinelli-Seip
La lipodistrofia congénita de Berardinelli-Seip, también llamada lipodistrofia congénita generalizada, es una enfermedad muy rara de origen genético y transmisión hereditaria, provoca síntomas graves que afectan a diversos órganos y están presentes desde la infancia. Se clasifica dentro de las lipodistrofias que son un grupo de enfermedades caracterizadas por pérdida de tejido adiposo, tanto a nivel subcutáneo como en otros áreas.

## Historia
La primera descripción fue realizada en el año 1954 por Berardinelli en 2 niños de Brasil, más tarde Seip publicó en 1959 sus observaciones sobre una serie de 3 casos. El gen que provoca la variedad tipo I del mal fue identificado como AGPAT2 y está situado en el cromosoma 9 (9q34), más tarde se descubrió una mutación en el gen BSCL2 del cromosoma 11 como causante de la variedad tipo 2. Recientemente se identificó la variante tipo 3 causada por una mutación en el gen que codifica la caveolina 1 y en el 2010 se describió una mutación en el gen PTRF como causa de la variante tipo 4.

## Causas

La Lipodistrofia congénita de Berardinelli-Seip se transmite con un patrón autosómico recesivo

Está provocada por una mutación que afecta a alguno de los siguientes genes:
- Gen AGPAT2 situado en el cromosoma 9 (9q34) que codifica la enzima 1-acilglicerol-3-fosfato-O-aciltransferasa-2, la cual actúa en la síntesis de triglicéridos.
- Gen BSCL2 localizado en el cromosoma 11 (11q13) que codifica la proteína seipina.
- Gen que codifica la caveolina 1.
- Gen PTRF implicado en la variante tipo 4.

| OMIM   | Tipo | Locus            |
| ------ | ---- | ---------------- |
| 608594 | 1    | AGPAT2 en 9q34.3 |
| 269700 | 2    | BSCL2 en 11q13   |
| 612526 | 3    | CAV1 en 7q31.1   |
| 613327 | 4    | PTRF en 17q21    |

## Frecuencia
Se estima que en Europa se presenta un caso por cada 400 000 niños nacidos.

## Herencia
Se hereda según un patrón autosómico recesivo.

## Síntomas
Provoca retraso mental, atrofia del tejido adiposo (lipoatrofia), hipertrofia muscular, aumento del tamaño del hígado y aumento de resistencia a la insulina que puede provocar la aparición de diabetes. Algunas de las complicaciones afectan al corazón (cardiomiopatía hipertrófica), hígado (esteatosis hepática) y sistema endocrino, ocasionando pubertad precoz y aumento de la velocidad de crecimiento durante la infancia.